# Estació de metro de Pipera
L'estació de metro de Pipera es troba a Bucarest (Romania), al barri del mateix nom: Pipera. L'estació fou inaugurada l'octubre de 1987 i forma part de la xarxa de metro de Bucarest. Està situada a l'extrem nord de la línia M2.